# Комік-кон

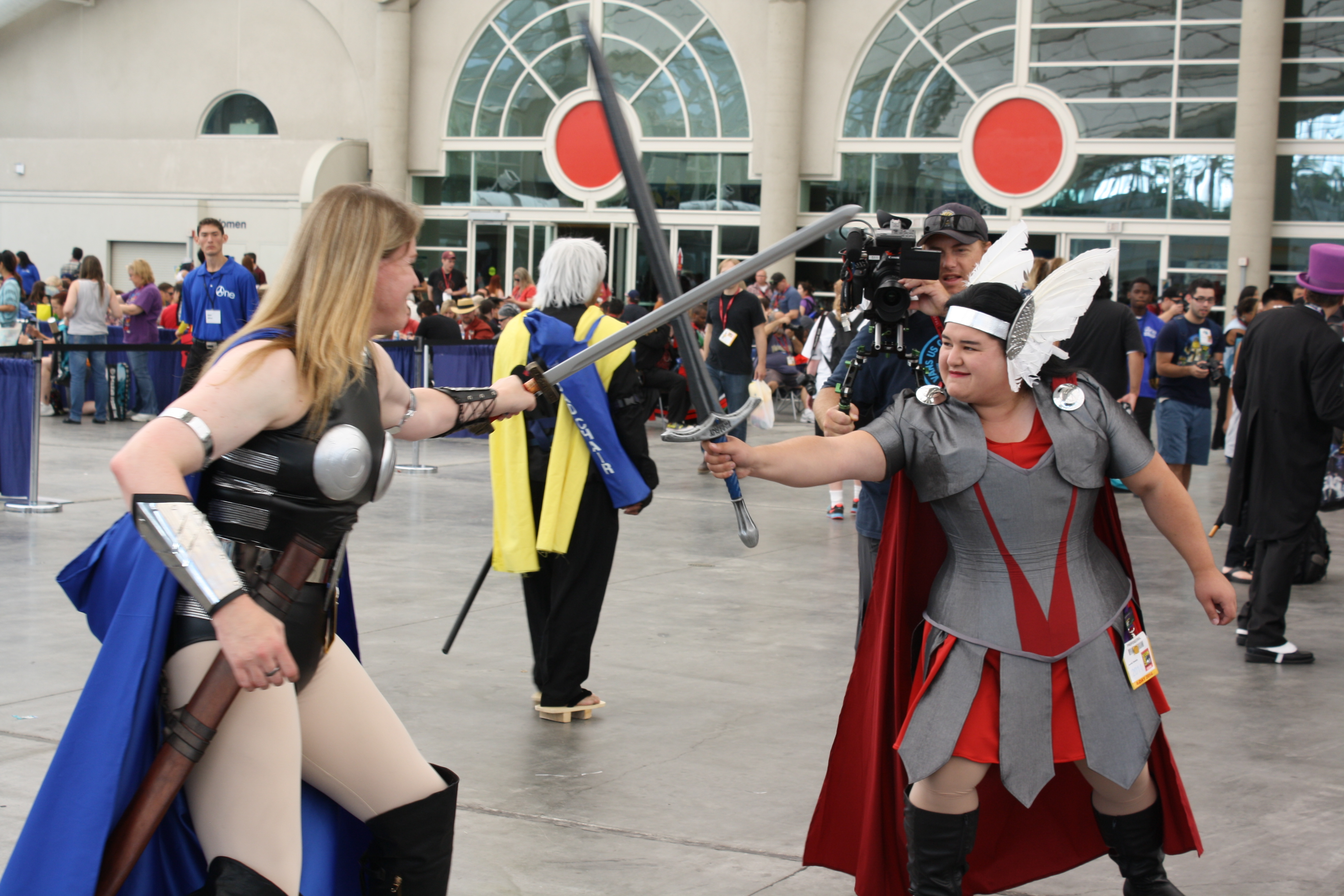
Косплей на San Diego Comic-Con 2014

Комік-кон (комікон, від англ. comic book convention) — конвенція фанатів коміксів, фестиваль різноманітних заходів для фанатів коміксів: зустрічей з видавцями, письменниками і художниками, тематичні ігри, косплей тощо. Також комік-конами називають просто мультижанрові фестивалі популярної культури.
Comic-Con (латинською з дефісом) — зареєстрована торгова марка у власності San Diego Comic-Con International.  У написанні Comic Con, ComicCon або ComiCon зустрічається у назвах багатьох конвенцій фанатів.

### Велика Британія
- British Comic Art Convention («Comicon», пізніше «U.K. Comic Art & Fantasy Convention») — перша конвенція фанатів коміксів у Британії, що проводився у 1968—1981.
- London Film and Comic Con — щорічна конвенція, що проводиться у Лондоні з 2004 року.[2]
- MCM London Comic Con — найбільший комік-кон Великої Британії.[3]
- Wales Comic Con — з 2008 року щорічна конвенція фанів у Рексамі.[4]

### Індія
- Comic Con India — головний захід відбувається щорічно у Нью-Делі, а короткі заходи — у Мумбаї та Бангалорі.[5]

### Канада
- Central Canada Comic Con — щорічна конвенція у Вінніпезі з 1994 року.[6]
- Montreal Comiccon — щорічна конвенція фанів у Монреалі з 2007 року.[7]
- Toronto Comic Con — започаткований у 2003 році, придбаний Wizard Entertainment у 2009-у.[8]
- Toronto ComiCON — конвенція у Торонто, проводиться Fan Expo Canada.[9]
- Ottawa Comiccon — щорічна конвенція фанів в Оттаві, що проводиться у першій половині травня, започаткований у 2012 році.[10]

### Об'єднані Арабські Емірати

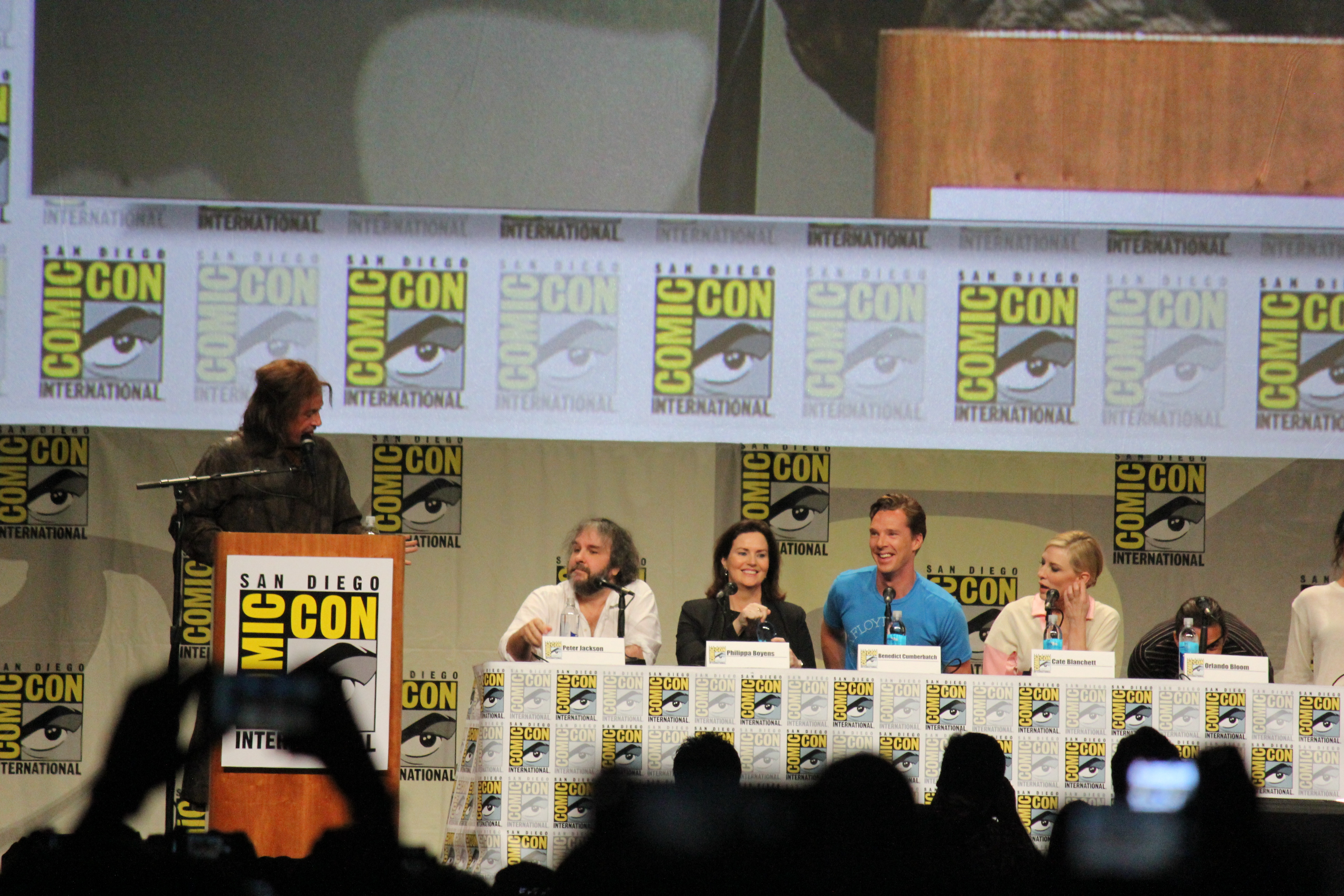
Зустріч з акторами «Хоббіт: Битва п'яти воїнств» на 2014 Comic-Con International

- Middle East Film and Comic Con — щорічна конвенція фанів у Дубаї, проводиться з 2012 року.[11]

### Сполучені Штати Америки

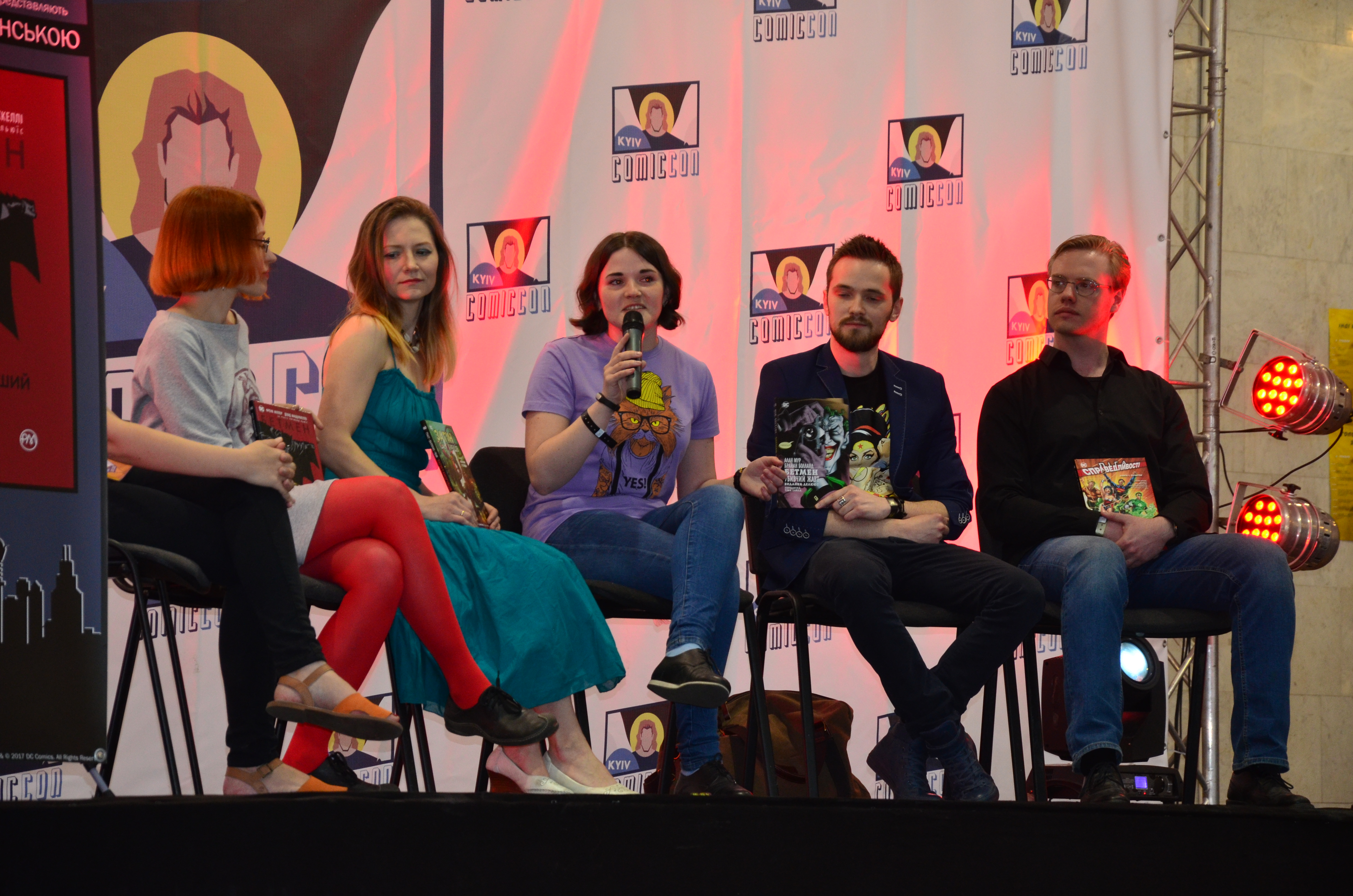
Презентація локалізованих коміксів DC Comics, від видаництва «Рідна Мова» на 2017 Kyiv Comic Con

- Asbury Park Comicon — Нью-Джерсі, з 2012.
- Baltimore Comic-Con — Балтімор, з 2000.
- Big Apple Comic Con (раніше Big Apple Con та Wizard World Big Apple Comic Con) — Нью-Йорк, з 1996.
- Dallas Comic Con — Даллас (Техас), з 2002.
- Denver Comic Con — Денвер (Колорадо), з 2012.
- Emerald City Comicon — Сієтл, з 2003.
- Motor City Comic Con — Детройт, з 1989.
- New York Comic Con — Нью-Йорк, з 2006, друга за величиною конвенція фанатів у США.
- Ohio Comic Con (раніше Mid-Ohio Con) — Колумбус (Огайо), з 1996; у 1980—1995 проводився у Менсфілді.Презентація локалізованих коміксів DC Comics, від видаництва «Рідна Мова» на 2017 Kyiv Comic Con
- Phoenix Comicon — Фінікс, з 2002.
- Pittsburgh Comicon — Монровіль (Пенсільванія), з 1994.
- Rhode Island Comic Con — Провіденс (Род-Айленд), з 2012.
- Salt Lake Comic Con — Солт-Лейк-Сіті (Юта), з 2013.
- San Diego Comic-Con International — найбільша щорічна конвенція у США, Сан-Дієго, з 1970.[12]
- Wildcat Comic Con — Вільямспорт (Пенсільванія), з 2012.
- Wizard World Chicago (раніше Chicago Comicon) — Чикаго, з 1976, ребрендований Wizard Entertainment у 1997.[13]

### Україна
- Odessa Comic Con International (зараз проводиться під назвою Fan Expo Odessa[14][15]) — перший в Україні комік кон, що відбувся в Одесі 19-20 липня 2014 року.[16]
- Kyiv Comic Con — щорічний фестиваль популярної культури у Києві, з 2015 року.
- Comic Con Ukraine — щорічна тематична конвенція у Києві. Вперше відбувся у 2018 році.[17]
- Comxfest — локальний фестиваль у Києві. Вперше відбувся у 2018 році.[18]
- FANCON UA — щорічний фестиваль популярної культури штибу комік-кона. Вперше відбувся у 2024 році.

### Росія
- Comic-Con Russia — конвенція фанатів у Москві, вперше проведений у 2014 році.[19]

### Румунія
- East European Comic Con — щорічна конвенція, що проводиться у Бухаресті з 2013 року.[20]